# Celia Weston
Celia Weston, nascida em 14 Dezembro 1951, é uma atriz norte-americana de cinema, teatro e televisão.